# Shingeki no kyojin - Attack on Titan
Shingeki no kyojin - Attack on Titan (進撃の巨人 ATTACK ON TITAN? lett. "L'attacco dei giganti") è un film diviso in 2 parti del 2015 diretto da Shinji Higuchi.
La seconda parte è intitolata Shingeki no kyojin: Endo obu za wârudo (進撃の巨人 ATTACK ON TITAN エンド オブ ザ ワールド? lett. "L'attacco dei giganti: Fine del mondo").
Adattamento live action del manga L'attacco dei giganti di Hajime Isayama, il film presenta una ambientazione post-apocalittica e dark fantasy. La prima parte ha avuto un'anteprima mondiale al Grauman's Egyptian Theatre, ed è uscito nei cinema giapponesi il 1º agosto 2015; la seconda parte è uscita nei cinema giapponesi il 19 settembre 2015.

## Trama

### Prima parte
In un futuro indeterminato la razza umana è stata decimata dall'avvento dei giganti, grandi creature antropomorfe che attaccano gli umani per cibarsi dei loro corpi. Ciò che resta dell'umanità è stata perciò costretta a rifugiarsi all'interno di tre enormi muri concentrici: il Wall Maria, più esterno, che protegge la zona agricola, il Wall Rose, che protegge la zona commerciale, e il Wall Sina, il cui scopo è proteggere la zona amministrativa. Le mura hanno permesso alla popolazione sopravvissuta di godere di un secolo di pace, al sicuro da altri eventuali attacchi. Tuttavia, poiché l'ultimo attacco risale a più di cento anni prima, gran parte della popolazione inizia a chiedersi se i giganti esistano veramente, mentre si fanno sempre più insistenti le richieste per l'istituzione di un corpo speciale di ricognizione in grado di fugare i dubbi sulle possibilità di una vita al di fuori delle mura.
Tre amici d'infanzia, gli adolescenti Eren, Mikasa e Armin, spinti anch'essi dalla curiosità di conoscere ciò che si trova oltre le mura, si avventurano fino al Wall Maria, nel quartiere di Monzen, ma vengono fermati dal comandante del Corpo di guarnigione, Souda. In quel momento appare un gigante, molto più grande del normale, che con un calcio crea una breccia nella cinta esterna del muro, permettendo ad altri giganti di penetrare al suo interno e di divorare quanti più umani possibile. Nella confusione venutasi a creare Mikasa viene separata dai suoi amici mentre Eren, non avendo più sue notizie, si convince della sua morte.
Due anni dopo l'attacco Eren e Armin sono entrati a far parte di un corpo militare sotto la guida del generale Kubal, la cui missione è riparare la breccia del Wall Maria e riconquistare la zona agricola, abbandonata in seguito all'invasione dei giganti. Del gruppo fanno parte numerosi giovani volontari, tra cui la contadina Sasha, la ragazza-madre Hiana, i due fidanzati Fukushi e Lil, l'agricoltore Sannagi, e Jean, figlio di un ex soldato, che non nasconde il suo disprezzo per Eren e per gli altri suoi commilitoni. La loro unica arma è un dispositivo speciale ideato dal caposquadra Hans, noto come Movimento tridimensionale, che permette a chi lo utilizza di librarsi in aria con delle funi e gas ad alta pressione, e di avere così grande mobilità nell'affrontare i giganti.
Durante una missione di recupero di un carico di esplosivo a Omotemachi, punto di congiunzione tra la zona agricola e quella commerciale, il gruppo si imbatte nei giganti, riuscendo a salvarsi solo grazie all'aiuto di Shikishima, capo del Corpo di ricognizione, e Mikasa, che con grande sorpresa di Eren e Armin non solo si rivela essere sopravvissuta, ma anche una grande combattente e un'esperta nell'uso del Movimento tridimensionale.
La notte seguente, durante un ulteriore attacco da parte di un gruppo di giganti, Eren rimane prima gravemente ferito e poi, nel tentativo disperato di salvare Armin, finisce per essere ingurgitato da uno di questi. Quando anche il resto del gruppo sembra essere spacciato, dal gigante che aveva precedente ucciso Eren fuoriesce, smembrandolo dall'interno, un ulteriore gigante che, tra lo stupore dei presenti, inizia a combattere con ferocia i suoi simili, uccidendoli uno dopo l'altro. Quando la sua furia assassina si è finalmente esaurita, e questi è riverso a terra esanime, dal suo corpo fuoriesce Eren, incredibilmente illeso.

### Seconda parte
Anni prima, il padre inietta forzatamente ad un giovane Eren un siero sperimentale. Poco dopo, la madre di Eren scopre l'accaduto e una squadra della polizia militare fa irruzione, prendendo i genitori di Eren e dando fuoco al luogo. Eren riesce a sopravvivere grazie all'aiuto di Souda. Nel presente, Eren viene catturato da Kubal e la sua squadra, i quali credono che sia una minaccia per l'umanità. Mikasa non interviene per difenderlo. Armin e Souda cercano di persuadere Kubal a risparmiare la vita di Eren, ma purtroppo Souda viene ucciso. Prima che Eren possa essere giustiziato, un Titano fa irruzione, uccide Kubal e la sua squadra, prende Eren e risparmia Mikasa e i suoi compagni.
Eren si risveglia in un bunker misterioso con Shikishima, il quale rivela le origini dei Titani come un esperimento militare fallito che ha portato a un virus trasformativo che ha decimato l'umanità, trasformando le persone in Titani. Shikishima pianifica di lanciare un colpo di stato contro il governo corrotto che opprime la popolazione con mura e la minaccia dei Titani. Eren scopre che Shikishima ha accumulato alcune delle armi pre-Guerra dei Titani e accetta di unirsi a lui.
Hange, Mikasa e gli altri recuperano una bomba non detonata nella città natale di Eren, sperando di utilizzarla per sigillare la parete esterna. Incontrano le truppe di Shikishima e si riuniscono con Eren. Tuttavia, Shikishima cerca di convincerli a unirsi alla sua ribellione, rivelando che intende utilizzare la bomba inerte non per sigillare la parete, ma per far esplodere la capitale, permettendo ai Titani di conquistare tutto e liberare l'umanità. Capendo che ciò comporterebbe ulteriori perdite di vite innocenti, Eren si oppone a Shikishima. Durante lo scontro, Sannagi si sacrifica facendo crollare una torre vicina, che cadendo sull'arsenale delle armi, provoca un'esplosione mentre gli altri scappano con la bomba. Tuttavia, Shikishima riappare su un camion e si trafigge, rivelando di essere il Titano che aveva precedentemente catturato Eren. Il gruppo attacca Shikishima, il quale colpisce Eren contro un muro, ma Eren si trasforma nella sua forma di Titano e sconfigge Shikishima. Il Titano Eren scala la parete e piazza la bomba, ritornando alla sua forma umana mentre Armin imposta la miccia.
Dopo essersi ripresi dall'attacco precedente, Kubal insiste sul fatto che il gruppo consegni Eren e torni all'interno delle mura, ma loro rifiutano. Kubal spara ad Armin, ma viene colpito da Sasha e cade, trasformandosi nel Titano Colossale che aveva precedentemente sfondato la parete esterna. Mentre Eren, Mikasa e Jean tentano di saltare sulla schiena del Titano Colossale, Jean perde la vita. La bomba non esplode, così Mikasa cerca di rimettere in funzione la miccia, ma viene affrontata da Shikishima. Eren tenta di sfondare la nuca del Titano Colossale, ma viene abbattuto. Shikishima si sacrifica trasformandosi in un Titano e inserendo la bomba nella bocca del Titano Colossale. La detonazione chiude con successo il varco nella parete e Eren e Mikasa si ritrovano sulla cima della parete a guardare l'oceano.
In una scena dopo i titoli di coda, le immagini della battaglia con il Titano Colossale vengono analizzate nel bunker di Shikishima da un personaggio fuori campo, il quale afferma che l'imprevedibilità di Eren e Mikasa è ciò che li rende "affascinanti".

## Produzione

### Genesi e sceneggiatura
La produzione di un film live action ispirato alla serie manga di Hajime Isayama iniziò già nell'ottobre 2011, con la distribuzione nelle sale giapponesi prevista per il 2013. Tetsuya Nakashima, che avrebbe dovuto dirigere inizialmente la pellicola, abbandonò il progetto a causa di varie divergenze sulla sceneggiatura e su altre questioni, facendo slittare l'eventuale uscita del lungometraggio a dopo il 2014. Nel dicembre del 2013 venne annunciato che Shinji Higuchi avrebbe ricoperto il doppio ruolo di regista e di supervisore degli effetti speciali, mentre Yūsuke Watanabe e Tomohiro Machiyama avrebbero scritto la sceneggiatura insieme a Isayama. Dato che il manga ispirò, fin dalla sua uscita nel 2009, una numerosa serie di trasposizioni tra anime, videogiochi, romanzi e spin-off, la Toho, casa di produzione e distribuzione del film, decise che il film si sarebbe distaccato sensibilmente dall'opera originale, in modo da presentare un prodotto più realistico ed evitando così problemi nell'adattamento dei personaggi e dell'ambientazione. La vicenda in questo modo si sarebbe svolta in Giappone e non più in Germania, mentre l'intera storia venne trasportata dal Medioevo a un indeterminato futuro.
Nel gennaio del 2014 fu realizzato uno spot televisivo per la casa automobilistica Subaru, in cui venivano mostrate le prime immagini dei giganti in versione live action. Nel luglio dello stesso anno venne reso noto che il progetto sarebbe sfociato in due film, entrambi in uscita nell'estate del 2015. Un primo teaser trailer fu pubblicato nel marzo del 2015, a cui seguì l'uscita di un secondo trailer nell'aprile successivo. In giugno venne pubblicato un ultimo trailer il quale, oltre a mostrare la resa del Movimento tridimensionale all'interno del film, rivelava che in Giappone lo stesso sarebbe stato proiettato dai cinema IMAX.

### Cast

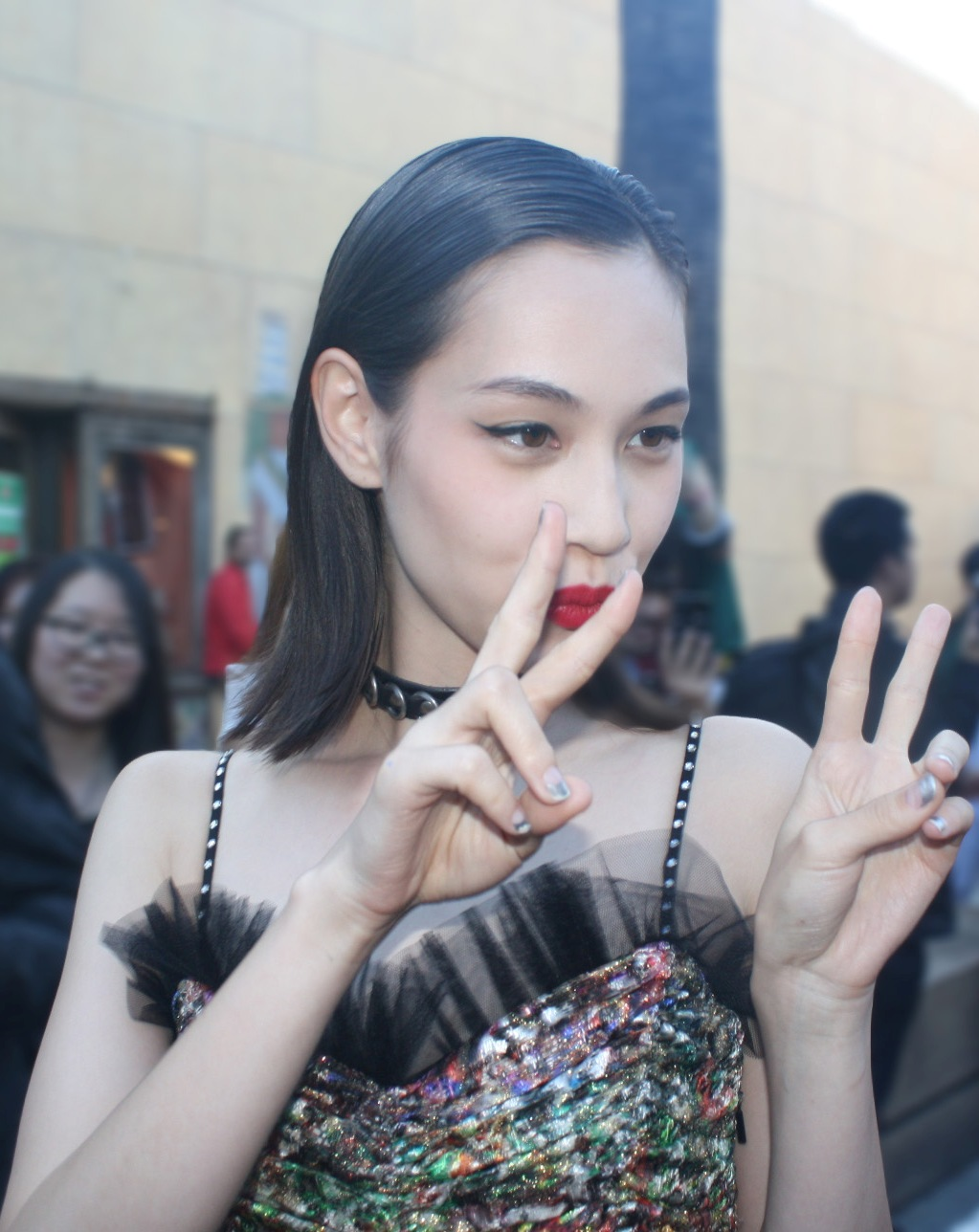
Kiko Mizuhara alla première mondiale del film a Hollywood, California, nel luglio 2015

Il cambio dell'ambientazione costrinse la produzione a rinunciare a vari personaggi presenti nel manga e nell'anime, scartati per via delle loro origini europee. Al loro posto furono creati ad hoc sette nuovi personaggi, mentre quelli superstiti avrebbero subito alcune modifiche per quanto riguarda la loro personalità e il loro background, consegnando allo spettatore una storia quasi completamente nuova rispetto all'opera originale. Nell'aprile 2014 venne reso noto che Haruma Miura avrebbe ricoperto il ruolo del protagonista Eren, mentre Kiko Mizuhara e Satomi Ishihara entrarono a far parte del cast nel luglio dello stesso anno. A completare il trio dei protagonisti fu scelto Kanata Hongō, il quale accettò con entusiasmo il ruolo di Armin in quanto fan di lunga data della serie manga e anime. Il resto del cast fu svelato nel novembre successivo.
Isayama e il produttore Yoshihiro Satō non scelsero gli attori prendendo in considerazione un'eventuale somiglianza fisica con i rispettivi personaggi, ma la scelta ricadde piuttosto su coloro i quali avrebbero potuto incarnare al meglio lo spirito degli stessi.
Il cast è completato da numerosi cameo di attori e personaggi della musica e dello spettacolo, tra cui il rapper Kreva e l'allora leader delle AKB48 Minami Takahashi.

### Riprese
Le riprese di Shingeki no kyojin iniziarono nell'estate del 2014 e durarono fino al marzo dell'anno seguente, quando si passò al processo di montaggio che venne completato nel mese di giugno del 2015. Si svolsero principalmente all'interno dell'isola di Hashima, nella prefettura di Nagasaki.

## Colonna sonora
La colonna sonora fu curata da Shirō Sagisu, compositore noto per aver lavorato in passato alle colonne sonore di Neon Genesis Evangelion, Nadia - Il mistero della pietra azzurra e Bleach. Sagisu ricevette l'offerta di occuparsi delle musiche del film via e-mail direttamente da Higuchi. Alla registrazione parteciparono la London Studio Orchestra e l'Orchestra filarmonica di Varsavia, mentre Chokkaku si occupò degli arrangiamenti, inserendo degli elementi industrial e heavy metal attraverso l'utilizzo di chitarre distorte, sintetizzatori e batteria elettronica. Uno dei brani più importanti è Rise Up, un loop di note discendenti suonato da una sezione d'archi in chiave minore, utilizzato nelle scene di maggiore tensione del film.
Il tema musicale della pellicola, invece, è Anti-hero dei Sekai no Owari, prodotto in collaborazione con Dan the Automator.

### Album
La colonna sonora del film venne pubblicata dalla Space Shower Music il 22 luglio 2015, in collaborazione con la Toho Music Corporation. L'album consta di 20 tracce.

## Distribuzione
Il film è uscito nelle sale giapponesi il 1º agosto 2015. È prevista una sua uscita in versione sottotitolata in lingua inglese in Australia e Nuova Zelanda per lo stesso anno, distribuita dalla Madman Entertainment. La Funimation Entertainment ha acquisito i diritti per il Nord America, Centro America e Sud America, organizzando inoltre la prima mondiale all'Egyptian Theatre di Los Angeles, in California, il 14 luglio 2015. Il primo film, rinominato Attack On Titan: The Movies Part 1, è stato proiettato per un periodo limitato a partire dal 30 settembre 2015.

## Accoglienza

### Incassi
Il film ha debuttato al primo posto dei botteghini giapponesi, venendo distribuito dalla Toho in 427 sale e incassando una cifra di circa 600 milioni di yen (circa 5 milioni di dollari) nel fine settimana tra il 1º e il 2 agosto del 2015. In quel lasso di tempo sono stati venduti approssimativamente 467.000 biglietti.

### Critica
Al momento dell'uscita il film ricevette pesanti critiche da parte dei sostenitori delle serie manga e anime a causa delle troppe differenze introdotte rispetto all'opera originale. In particolare la scelta di cambiare la personalità di alcuni dei personaggi più noti, o di eliminarli completamente, fu ritenuta sbagliata, venendo etichettata come uno «stupido rischio». Anche la resa dell'ambientazione e la scelta della location, delle musiche e dei costumi ricevettero delle critiche. Piera Chen di The Hollywood Reporter criticò la pellicola per l'eccessiva presenza di generalizzazioni e luoghi comuni e per la mancanza di un adeguato sviluppo dei personaggi, giudicando comunque il risultato finale «visualmente piacevole». Allo stesso modo, Mark Schilling del Japan Times diede al film un giudizio di 2 stelle e mezzo su 5, ponendo l'accento sul comportamento dei giovani protagonisti, giudicato più adatto a un film ambientato in scuola superiore giapponese piuttosto che in un mondo postapocalittico.
Yoshihiro Nishimura e Shinji Higuchi furono inoltre criticati per la resa scarsa degli effetti speciali, ritenuti non all'altezza degli standard hollywoodiani. Nishimura rispose alle critiche attraverso il proprio profilo Twitter, facendo notare come non fosse appropriato «paragonare qualsiasi cosa a Hollywood», soprattutto nel caso di produzioni con un budget differente rispetto ai blockbuster statunitensi. Anche Higuchi si affidò al social network per replicare, piccatamente, a una recensione molto negativa del sito Chō Eiga Hihyō e del critico Yūichi Maeda, chiedendosi chi fosse «l'idiota che avesse dato al quel tizio una copia in anteprima del film».
Alcune recensioni più benevoli, tuttavia, lodarono la pellicola per essere un originale e buon film fantasy/horror. In particolare il South China Morning Post lo definì «uno dei film fantasy più originali della storia recente» e come uno «schizofrenico mix di generi». Elogi giunsero anche dal sito Anime News Network, dove il film venne giudicato come un qualcosa di «diverso da qualsiasi altro horror movie», nel quale l'elemento più apprezzato fu proprio la capacità di sapersi distaccare egregiamente dall'opera originale.
Durante la proiezione della versione sottotitolata in Nord America alcuni spettatori hanno riportato problemi con la visualizzazione dei sottotitoli, con una battuta in particolare, I've been waiting for this day! (lett. "Aspettavo questo giorno!"), rimasta in sovrimpressione per venti minuti mentre le scene del film continuavano a scorrere normalmente.

## Altri media
Una miniserie televisiva, con protagonisti gli stessi attori dei due film, è stata trasmessa in streaming attraverso il canale online dTV della NTT docomo a partire dal 15 agosto 2015. I tre episodi della serie sono incentrati su Hans e sulla sua ricerca sui giganti, mostrando inoltre il modo in cui viene ideato il Movimento tridimensionale.

## Differenze tra film e manga
Il film presenta molte differenze rispetto al manga, prima fra tutte il cast dei personaggi: tra i compagni di Eren non compaiono Connie Springer, Christa Lens, Ymir, Annie Leonhart, Reiner Brown e Berthold Huber. Vengono sostituiti da: Sannagi, Fukushi, Hiana, Lil e il capitano Shikishima. Inoltre non compare neanche il capitano Levi Ackerman.
- Il manga è ambientato in un medioevo alternativo, il film in un futuro postapocalittico.
- Nel film si dubita dell'esistenza dei giganti in quanto nessuno è mai uscito dalle mura. Nel manga, invece, tutti sono consapevoli della loro esistenza al di fuori delle mura.
- Nel film Eren ha perso i suoi genitori quando era piccolo, mentre Armin li ha ancora. Nel manga, invece, Grisha e Carla Jaeger sono presenti, mentre Armin vive con il nonno.
- Il Gigante Colossale, nel manga, è tanto alto da potergli vedere da dietro le mura solo la testa, mentre nel film lo è ancora di più, arrivando a vedergli anche il busto. Inoltre appare più feroce della versione cartacea, dove è completamente silenzioso.
- Nel manga la guerra contro i giganti riprende quando il Gigante Colossale fa una breccia nel distretto di Trost. Nel film, invece, perché gli umani devono cercare di riparare la breccia del Wall Maria presente nel distretto di Shiganshina.
- Nel manga Eren giura vendetta sui Giganti dopo aver visto la madre venire divorata davanti ai suoi occhi. Nel film il ruolo di Carla viene preso da Mikasa che, però, sopravviverà, riportando una vistosa cicatrice.
- Nel manga i tre protagonisti (Eren, Mikasa e Armin) sono uniti ed affiatati, nella versione live action ci sono importanti differenze che sminuiscono questo rapporto
- Il film ha diverse differenze rispetto all'opera originale che vanificano del tutto o quasi, le regole imposte dal manga, nel manga viene detto che i giganti sono assessuati e incapaci di avere rapporti sessuali, ma il film presenta un gigante neonato.
- Nel film Mikasa impara a combattere i giganti dopo aver incontrato il capitano Shikishima, mentre nel manga una volta arruolatasi nell'esercito insieme a Eren e Armin.
- Nel manga Eren viene divorato da un Gigante barbuto per cercare di salvare Armin, in seguito al quale ne uscirà trasformato in Gigante per salvare Mikasa da un altro. Nel film è il Gigante che avrebbe attaccato Mikasa a divorare Eren, quindi Mikasa assiste in prima persona alla sua trasformazione; il Gigante barbuto, invece, viene ucciso dagli sforzi combinati di Sasha, Sannagi e Jean.
- La forma Gigante di Eren è differente da quella del manga: la pelle appare come ustionata e gli occhi sono rossi con la sclera nera.
- Il film ha un finale completamente differente dall'opera originale, anche perché il live-action è uscito quando l'opera cartacea era ancora in corso ed era stata trasmessa solo la prima stagione dell'anime.